# Аничкланваям
Аничкланваям — река на Камчатке.
Длина реки — 31 км. Протекает по территории Олюторского района Камчатского края Российской Федерации. Впадает в Олюторский залив.
Название реки имеет корякское происхождение, однако его точное значение не установлено.

## Данные водного реестра
По данным государственного водного реестра России относится к Анадыро-Колымскому бассейновому округу.
Код объекта в государственном водном реестре — 19060000212120000002600.